# Antonio La Palma
Antonio La Palma (Bríndisi, 21 de marzo de 1951) es un exfutbolista y entrenador italiano. Se desempeñaba en la posición de defensa lateral.

## Trayectoria
Se formó en las categorías inferiores del club de su ciudad natal, el Brindisi; pasó en el primer equipo en 1970. En 1974 fichó por el Napoli, donde se produjo su debut en la Serie A. Con los azzurri ganó la Copa Italia 1975-76 y la Copa de la Liga anglo-italiana 1976. 
Tras dejar los partenopeos, fue transferido a otro club de Campania que en ese entonces militaba en la Serie A, el Avellino, donde disputó un solo partido en 1978. En las temporadas siguientes jugó en tres clubes apulianos: Lecce, Bari y Gioventù Brindisi (el segundo equipo de su ciudad, hoy desaparecido). Concluyó su carrera como futbolista en el Matera.
Después de la retirada, empezó su carrera de entrenador. Fue el técnico de varios equipos de las divisiones inferiores italianas, como el Martina Franca o el Kroton.

## Clubes
| Club                     | País   | Año         |
| ------------------------ | ------ | ----------- |
| Brindisi Sport           | Italia | 1970 - 1974 |
| SSC Napoli               | Italia | 1974 - 1978 |
| US Avellino              | Italia | 1978        |
| US Lecce                 | Italia | 1978 - 1980 |
| AS Bari                  | Italia | 1980 - 1981 |
| Gioventù Brindisi Calcio | Italia | 1982 - 1983 |
| FC Matera                | Italia | 1983 - 1985 |

## Palmarés

### Campeonatos nacionales
| Título      | Club       | País   | Año         |
| ----------- | ---------- | ------ | ----------- |
| Copa Italia | SSC Napoli | Italia | 1975 - 1976 |

### Campeonatos internacionales
| Título                         | Club       | País   | Año  |
| ------------------------------ | ---------- | ------ | ---- |
| Copa de la Liga anglo-italiana | SSC Napoli | Italia | 1976 |